# Universidade Udayana
Universidade Udayana (indonésio: Universitas Udayana; em balinês: Unipèrsitas Udayana, abreviado como UNUD) é uma das principais instituições de ensino superior da Indonésia, sendo classificada pelo Ministério de Pesquisa Científica da Indonésia como uma das dez universidades com melhor performance de pesquisa científica no país. Ela é uma universidade pública situada em Denpasar, na província de Bali.

## História
Com origens em um campus avançado da Universidade Airlangga criado em 1958 que oferecia um curso em Letras, a Universidade Udayana é fruto de reivindicações da sociedade balinesa perante as autoridades governamentais indonésias no começo dos anos 1960, tendo sido oficialmente fundada em 17 de agosto de 1962, durante o governo do presidente indonésio Sukarno.
Em 2017, a professora Anak Agung Raka Sudewi foi a primeira mulher a ser nomeada como reitora da Universidade Udayana, tendo exercido seu mandato até 2021, quando foi sucedida pelo professor I Nyoman Gde Antara.

## Estrutura
Em 2015, a Universidade Udayana contava com uma estrutura formada por 13 faculdades, 25 programas de mestrado e 10 programas de doutoramento.